# Oásis (distrito)
Oásis (em árabe: الواحات; romaniz.: Al Wahat; lit. "[os] Oásis"‎) é um dos distritos da Líbia. Foi formado em 1995, na reforma administrativa daquele ano, mas não se registra qual era sua capital à época; sua população era de 62 056 pessoas. Em 2001, durante nova reforma, contabilizou-se 22 222 residentes e sua capital em Jalu. Com a reforma de 2002, seu território foi expandido e sua capital foi transferida para Agedábia. Hoje, tem uma pequena fronteira com o Egito, e faz divisa com os distritos e Butnane a leste e noroeste, Cufra ao sul, Jufra no sudoeste, Sirte a oeste, Bengasi, Marje, Jabal Acdar e Derna a norte.
Segundo censo de 2012, sua população total era de 130 335 pessoas, das quais 125 747 eram líbios e 4 588 não-líbios. O tamanho médio das famílias líbias era 6.03, enquanto o tamanho médio das não-líbios era de 4.17. Há no total 24 295 famílias no distrito, com 23 148 sendo líbias e 1 147 não-líbias. Em 2012, aproximados 528 indivíduos morreram no distrito, dos quais 406 eram homens e 122 eram mulheres.